# Trofeu Laigueglia 2021
El Trofeu Laigueglia 2021 va ser la 58a edició del Trofeu Laigueglia. Es disputà el 4 de març de 2021 sobre un recorregut de 202 km amb sortida i arribada a Laigueglia, a la Ligúria. La cursa formava part de l'UCI ProSeries amb una categoria 1.Pro.
El vencedor final fou el neerlandès Bauke Mollema (Trek-Segafredo) que s'imposà en solitari en l'arribada a Laigueglia. Egan Bernal (Ineos Grenadiers) i Mauri Vansevenant (Deceuninck-Quick Step) completaren el podi.

## Equips
L'organització convidà a 25 equips a prendre part en aquesta cursa: deu de categoria WorldTeams, nou de categoria ProTeam i sis equips continentals.
| WorldTeams (10)- Trek-Segafredo - Groupama-FDJ - Bahrain Victorious - AG2R Citroën Team - Movistar Team - Astana-Premier Tech - Cofidis - Intermarché-Wanty-Gobert Matériaux - Ineos Grenadiers - Deceuninck-Quick Step ProTeams (9)- Arkéa-Samsic - Gazprom-RusVelo - Androni Giocattoli-Sidermec - Team Novo Nordisk - Eolo-Kometa - Vini Zabù - Euskaltel-Euskadi - Bardiani CSF Faizanè - Delko Equips continentals (6)- Work Service-Marchiol-Dynatek - Mg.k Vis VPM - General Store Essegibi F.lli Curia - Beltrami TSA-Tre Colli - Team Colpack-Ballan - Giotti Victoria-Savini Due |
| |

## Classificació final
| \| Classificació general \| Classificació general \| Classificació general \| Classificació general \| Classificació general \| \| Corredor \| Corredor \| Equip \| Temps \| \| \| --------------------- \| --------------------- \| ---------------------------------- \| --------------------- \| --------------------- \| \| 1r \| Bauke Mollema \| Trek-Segafredo \| 4h 57' 05" \| \| \| 2n \| Egan Bernal Gómez \| Ineos Grenadiers \| + 39" \| \| \| 3r \| Mauri Vansevenant \| Deceuninck-Quick Step \| + 39" \| \| \| 4t \| Clément Champoussin \| AG2R Citroën Team \| + 39" \| \| \| 5è \| Giulio Ciccone \| Trek-Segafredo \| + 39" \| \| \| 6è \| Mikel Landa Meana \| Bahrain Victorious \| + 39" \| \| \| 7è \| James Knox \| Deceuninck-Quick Step \| + 57" \| \| \| 8è \| Andrea Vendrame \| AG2R Citroën Team \| + 1' 01" \| \| \| 9è \| Biniam Girmay \| Delko \| + 1' 01" \| \| \| 10è \| Lorenzo Rota \| Intermarché-Wanty-Gobert Matériaux \| + 1' 01" \| \| |                     |                                    |            |
| |                     |                                    |            |
| Font: ProCyclingStats |                     |                                    |            |
| Classificació general |                     |                                    |            |
| Corredor | Corredor            | Equip                              | Temps      |
| 1r | Bauke Mollema       | Trek-Segafredo                     | 4h 57' 05" |
| 2n | Egan Bernal Gómez   | Ineos Grenadiers                   | + 39"      |
| 3r | Mauri Vansevenant   | Deceuninck-Quick Step              | + 39"      |
| 4t | Clément Champoussin | AG2R Citroën Team                  | + 39"      |
| 5è | Giulio Ciccone      | Trek-Segafredo                     | + 39"      |
| 6è | Mikel Landa Meana   | Bahrain Victorious                 | + 39"      |
| 7è | James Knox          | Deceuninck-Quick Step              | + 57"      |
| 8è | Andrea Vendrame     | AG2R Citroën Team                  | + 1' 01"   |
| 9è | Biniam Girmay       | Delko                              | + 1' 01"   |
| 10è | Lorenzo Rota        | Intermarché-Wanty-Gobert Matériaux | + 1' 01"   |